# Berthold P. Wiesner

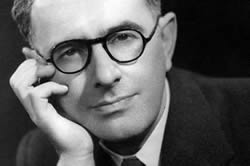
Bertold Wiesner (1948)

Berthold Paul Wiesner (* 24. Juli 1901 in Marchegg, Gänserndorf, Niederösterreich; † 7. Januar 1972) war ein österreichisch Biologe, Physiologe und Sexualforscher. Er war an der Prägung und Verwendung des Begriffs "Psi" (Ψ) als Oberbegriff für paranormale Phänomene (Psi-Phänomen) beteiligt. Als Samenspender für eine Klinik, in der künstliche Befruchtungen vorgenommen wurden, ist er möglicherweise der kinderreichste Mann der Welt.

## Leben und Wirken
Wiesner war kurzzeitig mit Anna Gmeyner verheiratet, mit der zusammen er seine einzige eheliche Tochter Eva Ibbotson hatte.  Wiesner, der einige Zeit am Animal Breeding Research Department an der Universität von Edinburgh arbeitete, gilt als wegweisender Forscher in der Diagnose von Schwangerschaften. Etwa zwischen 1940 und 1960 betrieb Wiesners Partnerin Mary Barton eine Fruchtbarkeitsklinik in der Londoner Harley Street, in der verheiratete Frauen mit unfruchtbaren Männern Spendersamen erhielten. Da Wiesner den meisten Samen für die Fruchtbarkeitsklinik selbst gespendet haben soll, soll er nach groben Schätzungen ca. 600 weitere biologische Nachkommen haben. Zu seinen Abkömmlingen gehört der Dokumentarfilmer Barry Stevens.
1929 wurde er zum Mitglied (Fellow) der Royal Society of Edinburgh gewählt.

## Werke
- Eugen Steinach, H. Heinlein, B. P. Wiesner, Auslösung des Sexualzyklus, Entwicklung der Geschlechtsmerkmale, reaktivierende Wirkung auf den senilen weiblichen Organismus durch Ovar- und Placentaextrakte, in: Pflügers Archiv, 1925
- Berthold Paul Wiesner, Das Problem der Verjüngung, Ullstein 1927
- B. P. Wiesner und L. Mirskaia, On the Endocrine Basis of Mating in the Mouse, University of Edinburgh 1930 (PDF; 835 kB)
- B. P. Wiesner, Sex, London 1936
- Mary Barton, Kenneth Walker und B. P. Wiesner, Artificial Insemination, in: British Medical Journal 1, 1945, S. 40–43
- B. P. Wiesner, Biological Dangers from Atomic Fission, in: The Lancet, Volume 247, Issue 6384, S. 33, 5. Januar 1946
- Cedric Lane-Roberts, Albert Sharman, Kenneth Walker, B. P. Wiesner und Mary Barton, Sterility and Impaired Fertility: Pathogenesis, Investigation and Treatment, Paul B. Hoeber 1948